# Circus (альбом Бритни Спирс)
Circus (с англ. — «Цирк») — шестой студийный альбом американской певицы Бритни Спирс, выпущенный 28 ноября 2008 года на лейбле Jive Records. После выхода «мрачного и более урбанистичного» альбома Blackout в 2007 году, Спирс решила создать альбом «полегче». Исполнительными продюсерами пластинки выступили Ларри Рудольф и Тереза ЛаБарбера Уайтс. Над альбомом также работали Макс Мартин и Нейт «Danja» Хиллс.
Circus получил в основном положительные отзывы от музыкальных критиков, однако их мнения относительно текстов песен разошлись. Альбом дебютировал на первой строчке в американском чарте Billboard 200 с продажами 505 000 экземпляров в первую неделю, став пятым альбомом Спирс, достигшим вершины чарта. Альбом также достиг вершины чартов девяти других стран. В конечном счёте было продано 4,5 миллиона экземпляров альбома и 15 миллионов экземпляров цифровых треков. Таким образом, Circus стал самым продаваемым альбомом Спирс со времён In the Zone (2003). В рамках промоушена альбома Спирс выступала на телевидении и гастролировала с концертной программой The Circus Starring Britney Spears.
С альбома было выпущено четыре сингла, два из которых имели международный успех. Лид-сингл пластинки «Womanizer» возглавил американский чарт Billboard Hot 100, за неделю проделав путь на вершину хит-парада с 96-й строчки.  Второй и третий синглы «Circus» и «If U Seek Amy» достигли 3-й и 19-й строчки американского чарта, соответственно. 

## История создания и запись
«Однажды мы с [Dr. Luke] были в студии, он сыграл мне музыку, над которой работал для [Бритни], и потом мы положили в основу песни ту жизнь, которая у неё была на тот момент и то, что люди о ней думали. У нас удачно получилось дать людям потанцевать и повеселиться, одновременно заложив под этим небольшой посыл».
Летом 2008 года стало известно, что Спирс записывает свой шестой студийный альбом. Также было объявлено о сотрудничестве Спирс с продюсерами Шоном Гарреттом, Гаем Сигсуортом, Danja и Bloodshy & Avant. Во время записи альбома Гарретт и Джим Бинз отметили изменения к лучшему в поведении Спирс после её широко известных личных трудностей. В написании четырех песен приняла участие сама Спирс. В работе над пластинкой принимали участие продюсеры, с которыми она записывала свои ранние альбомы. Спирс заявила, что до Circus у неё никогда не уходило столько времени на запись альбома, добавив: «Я думаю, что он более светский […] Я пишу каждый день, прямо здесь за пианино в этой гостиной», а также назвала альбом её лучшей работой на тот момент.
Продюсер Клод Келли жаловался на недостаток идей для альбома: «Когда я начал работать [с Dr. Luke], мы знали, что, возможно, что-то будем для [Спирс] писать, но у нас не было представления о содержании, мы просто знали её стиль и что она обычно делает». Макс Мартин, автор и продюсер первого хита Спирс «…Baby One More Time», спродюсировал композицию «If U Seek Amy» для альбома. The Outsyders, продюсерская команда из Атланты, спродюсировала первый сингл пластинки, Фернандо Гэрибэй принял участие в создании двух бонусных треков. Danja работал над треками в Chalice Recording Studios в Лос-Анджелесе, а Спирс записала их в Glenwood Place Studios в Бербанке. Канадские продюсеры Let's Go to War выступили соавторами и продюсерами песни «Mmm Papi». По словам Лил Джона, Родни Джеркинса, Шона Гарретта и Тайо Круса, они работали со Спирс над альбомом, хотя их треки не вошли в официальный трек-лист.
«Мне нравится, что в цирке ты всегда сидишь на самом краешке кресла. […] Тебе никогда не бывает скучно. Ты поглощён тем, что происходит вокруг. И тебе хочется узнать, что же будет дальше» — прокомментировала Спирс название альбома. Изначально мировой релиз пластинки был запланирован на 2 декабря 2008 года, на 27-й день рождения Бритни Спирс. Однако после несанкционированных онлайн-утечек альбом выложили в Интернет 25 ноября на сайте портала imeem. Диск вышел в тот же день, что и альбом The Circus британской группы Take That.

## Музыкальный стиль
Circus был задуман как сиквел предыдущего альбома Спирс Blackout. Пластинка выдержана в жанрах поп-музыки, электропопа и танцевальной музыки. По словам певицы, альбом «легче», чем Blackout, который был более мрачным, резким и урбанистичным. Критики сравнивали альбом с работами Джанет Джексон, Eurythmics, New Order, а также с творчеством Принса, Leiber & Stoller и Фила Спектора. В Circus затрагиваются темы, уже поднимавшиеся в предшествующих работах Спирс: песни «Circus» и «Kill the Lights» посвящены теме исполнительской славы, которой была посвящена и композиция «Piece of Me», а героем песен «Womanizer» и «Shattered Glass» стал бабник.
Circus начинается с композиции «Womanizer», ставшей первым синглом альбома. В песне присутствуют синтезаторные звуки сирены с повторяющимся припевом, а её текст рассказывает о неверном муже. Сама Спирс охарактеризовала эту композицию как «женский гимн». В песне «Circus» Спирс делится своими чувствами как эстрадная исполнительница, в ключевых строчках поётся: «Все смотрят на меня в центре арены, как в цирке / Когда я щёлкаю кнутом, все повинуются, как в цирке». Как и в предыдущем сингле Спирс «Break the Ice», в этой песне преобладают элементы электронной и танцевальной музыки. В балладе «Out from Under» звучит акустическая гитара, что позволило сравнить её с «I'm Not a Girl, Not Yet a Woman». «Kill the Lights» — песня в стиле данс-поп, рассказывающая о конфликте Спирс с папарацци. Критики отметили, что эта песня имеет сходство с работами Мадонны и с собственной композицией Спирс «Piece of Me». «Shattered Glass», включающая мрачные электронные ударные, повествует о разрушенных отношениях.
Сингл «If U Seek Amy» сочетает элементы «глэм-рейва» с традиционной стилистикой поп-музыки. Он был воспринят неоднозначно из-за скрытой двусмысленности: название фонетически звучит как «F-U-C-K me» (с англ. — «Трахни меня»). «Unusual You» — песня в стиле электропоп, повествующая о женщине, которая нашла неожиданную любовь. Критики отмечали её сходство с музыкальными темами 1990-х годов, в Entertainment Weekly назвали «пульсирующей балладой», а в Los Angeles Times сравнили с «настроением мерцающего водопада», известным по творчеству Джанет Джексон". В песне «Blur» заметны элементы урбана, а её текст описывает утро после вечеринки: «Не могу вспомнить, что я делала прошлой ночью/Я должна прийти в себя, где я, черт возьми? Кто ты такой? Чем мы занимались прошлой ночью?». Эту композицию сравнивали с другой песней Спирс «Early Mornin'». «Mmm Papi» — латин-поп со включениями дэнсхолла и рок-гитары в стиле гоу-гоу 1960-х годов. Эта песня с «лёгкой» тематикой была раскритикована за попытку «возродить кокетливый образ Лолиты из песни „…Baby One More Time“». Высказывалось предположение, что слова песни адресованы отцу Спирс Джейми или папарацци Аднану Халибу. «Mannequin» — композиция данс-поп с элементами трип-хопа, которую критики назвали «рискованной» и «футуристической», но одновременно отметили, что вокал Спирс звучит «безжизненно». «Lace and Leather» при участии тогда ещё неизвестной Кеши в качестве бэк-вокалистки сравнили с альбомом Джанет Джексон Control, работами Принса и Vanity 6 1980-х годов. Автором «My Baby» в Orange County Register, охарактеризованной как «скрипучее подражание вокалу Джанет Джексон», выступила сама Спирс, которая написала её о своих двух сыновьях — Шоне Престоне Федерлайне и Джейдене Джеймсе Федерлайне. Это заключительная песня альбома.

## Синглы
Композиция «Womanizer» была выпущена 26 сентября 2008 года в качестве первого сингла с альбома. Песня получила положительные отзывы критиков, которые высоко оценили её хук и вдохновляющие слова, назвав её «возвращением» Спирс. «Womanizer» дебютировал в Billboard Hot 100 на 96-й строчке. На следующей неделе сингл добрался до первого места чарта. Песня побила рекорд чарта за самый большой прыжок с какой-либо позиции. Позже её рекорд побила песня Келли Кларксон «My Life Would Suck Without You». «Womanizer» считается одним из самых успешных хитов Спирс. Композиция была перепета многими другими исполнителями. В США было продано более 3 200 000 цифровых копий сингла. Премьера клипа состоялась 18 октября 2008 года. Видео является сиквелом другого клипа Спирс «Toxic». Певица снялась в нём в роли женщины, маскирующийся в различных образах и преследующей своего парня в течение дня, чтобы потом разоблачить его в конце.
Песня «Circus» была выпущена 4 декабря 2008 года как второй сингл с альбома. Релиз композиции состоялся на день раньше запланированного из-за утечек в интернете. Сингл дебютировал на третьем месте в чарте Billboard Hot 100. Продажи сингла в США составили более 2 763 000 цифровых копий. В клипе на эту песню Спирс предстала в образе главной звезды цирка с другими артистами. Также в нём присутствуют сцены, где она стоит на фоне различных декораций цирка. Клип получил положительные отзывы критиков, но был раскритикован за «жестокое обращение с животными» — обвинение, на которое исполнительница не стала отвечать. Видеоклип победил в номинации «Лучшее видео» на церемонии вручения премии телеканала Fuse TV.
Третьим синглом с альбома стала песня «If U Seek Amy», выпущенная 10 марта 2009 года. В январе программный директор радиостанции Z100 Шэрон Дастур сообщила, что Спирс собирается выпустить новую версию этой песни и что редактированием композиции займётся лейбл певицы Jive Records. Родительский Совет по Телевидению (PTC) угрожал подать жалобу из-за непристойностей в песне в ФКС (FCC) против радиостанций, которые включали песню между 6 утра и 10 вечера. Сингл добрался до девятнадцатой позиции в Billboard Hot 100. Клип был выпущен 12 марта 2009 года. В нём Спирс высмеивает американскую культуру.
«Radar» изначально была включена в альбом Blackout и должна была стать четвёртым синглом с пластинки. Однако, когда Спирс начала работать над Circus, её релиз был отменён, и в итоге она была выпущена промосинглом в 2008 году. В Circus композиция вошла в качестве бонус-трека и стала четвёртым и заключительным синглом с диска. Релиз сингла состоялся 23 июня 2009 года. В клипе Спирс изображена аристократкой в особняке, наблюдающей за игрой в поло и вовлечённой в любовный треугольник с двумя игроками. Первоначально «Radar» появился в чарте цифровых песен Billboard на пятьдесят второй строчке благодаря скачиваниям с Blackout, а после попал в Billboard Hot 100, дебютировав на девяностой позиции. На следующей неделе сингл достиг восемьдесят восьмой строчки в чарте.

## Продвижение
Для продвижения альбома лейбл Jive Records открыл горячую линию, куда фанаты могли отправлять сообщения Спирс. Некоторым из них стал наградой личный звонок от звезды. Некоторые песни были представлены на сайте нью-йоркского радио WKTU и Amazon.com. 30 ноября 2008 года телеканал MTV выпустил 90-минутный документальный фильм Britney: For the Record, посвящённый работе Спирс над альбомом. В мае 2009 года официальный сайт Jive Records провёл международный конкурс фанфиков с Бритни Спирс, в котором фанаты певицы должны были предложить рассказ, состоящий из 200 слов на основе песен с Circus. Любой желающий мог голосовать за понравившийся рассказ, который впоследствии должен был быть переложен в сценарий анимационного клипа. В конкурсе победил фанат певицы, предложивший рассказ о песне «Kill the Lights». Клип вышел в свет 27 июня 2009 года.
6 ноября 2008 года Бритни появилась в шоу Мадонны Sticky & Sweet Tour, проходившем в Лос-Анджелесе на Доджер-стэдиум. В середине песни «Human Nature» Спирс присоединилась к Мадонне на сцене. За неделю до выпуска альбома Спирс провела концерты в нескольких странах в рамках Circus Promo Tour. 27 ноября 2008 Спирс вживую исполнила «Womanizer» на Bambi Awards в немецком городе Оффенбурге, где получила награду в номинации «Лучший международный поп-исполнитель». Кроме того, она исполнила эту песню на Star Academy во Франции, а 29 ноября на шоу The X Factor в Великобритании. Выступление Спирс на The X Factor просмотрело в общей сложности 11 880 000 британцев. Спирс впервые представила второй сингл с альбома, «Circus», на Big Apple Circus в передаче Good Morning America в Нью-Йорке, а также исполнила «Womanizer» 2 декабря 2008 года, что совпало с её 27-м днём рождения и выпуском альбома. 16 декабря 2008 года она выступила на Nippon Television-3000 и получила награду как «Лучший артист 2008 года».

### The Circus Starring Britney Spears
2 декабря 2008 года во время выступления на шоу Good Morning America Спирс объявила о пятом мировом концертном туре под названием The Circus Starring Britney Spears. Первый этап состоял из 25 концертов в США и двух в Великобритании. Долго работающий с Бритни менеджер Ларри Рудольф заявил, что тур «вынесет людям мозг и должен показать фанатам Спирс нечто, чего они не забудут никогда». Позже он добавил: «Она не сбавляет оборотов всё шоу — примерно полтора часа. Оно достаточно насыщенное. Это полномасштабное, полнокровное шоу Бритни Спирс, это всё, что от неё ожидает каждый — и даже больше!». Помимо песен с In the Zone и Circus, Спирс включила в сет-лист также и песни из альбома Blackout, так как у неё не было тура в поддержку этой пластинки. Для тура была создана сцена, представлявшая собой три арены, со всех сторон окружённых зрительскими местам, таким образом имитируя настоящий цирк. Костюмы разработали модельеры Дин и Ден Кейтен. Над сценой был установлен гигантский цилиндрический экран для показа видеоряда и заднего фона. За спецэффекты отвечал Solotech. В июне 2009 года Бритни объявила, что впервые отправится в тур по Австралии. Также ходили слухи о гастролях в Южной Америке. Однако, хотя попытки организовать тур по Южной Америке, менеджер певицы Адам Лебер не подтвердил, что он состоится. Тур начался 3 марта 2009 года в новоорлеанском «Смути-кинг-центре» и закончился в развлекательном центре в Аделаиде. Турне состояло из четырёх этапов: две части проходили в Северной Америке, а остальные в Европе и Австралии.
Во время австралийского концерта разгорелся скандал после того, как несколько фанатов ушли с выступления из-за подозрений, что Спирс исполняет песни под фонограмму. Эти обвинения позже были отвергнуты менеджерами и промоутерами Спирс. Тур стал четвёртым по кассовым сборам туром года в Северной Америке и самым кассовым туром сольной певицы. В феврале 2010 Pollstar опубликовал Топ-50 мировых туров 2009 года. The Circus Starring Britney Spears попал на пятую строчку среди самых кассовых туров в мире за год с общей выручкой 131,8 миллионов долларов В мае 2010 года Hollyscoop поставил тур на пятую позицию в списке 15 прибыльных женских туров за всё время.

## Отзывы критиков
| Совокупная оценка    | Совокупная оценка |
| Источник             | Оценка            |
| -------------------- | ----------------- |
| AnyDecentMusic?      | 6.1/10            |
| Metacritic           | 64 %              |
| Оценки критиков      |                   |
| Источник             | Оценка            |
| AllMusic             | [ 22 ]            |
| Entertainment Weekly | B                 |
| The Guardian         | [ 36 ]            |
| The Independent      | [ 26 ]            |
| Los Angeles Times    | [ 25 ]            |
| The New York Times   | (положительная)   |
| NME                  | [ 34 ]            |
| Rolling Stone        | [ 35 ]            |
| Slant Magazine       | [ 78 ]            |
| USA Today            | [ 79 ]            |

Circus получил положительные отзывы от музыкальных критиков. На сайте Metacritic альбом получил в среднем 64 балла из 100. Стивен Томас Эрлевайн с сайта Allmusic дал Circus положительную оценку, назвав его «приятным ремейком гедонистического Blackout», однако отметил, что он «ни на каком этапе не становится таким же гламурным и затягивающим», как его предшественник. Женевьева Коски из The A.V. Club посчитала, что в отличие от Blackout, который звучал «глухо», Спирс «действительно постаралась», исполняя песни Circus. Ник Левин из Digital Spy высказался, что Спирс «звучит более уверенно» по сравнению с Blackout, и назвал в качестве преимущества нового альбома перед предыдущим наличие «настоящей, со слезами на глазах, баллады» («Out From Under»). Крис Уиллман из Entertainment Weekly тоже положительно оценил альбом в целом, но подверг критике «недавнюю манеру» Спирс выпускать альбомы с названиями, которые обещают более глубокое раскрытие её внутреннего мира, чем получается на самом деле.
Роберт Кристгау дал Circus две звезды («для любителей стиля в целом неплохо»), кратко откомментировав, что он был «по большей частью хорош». Джону Парелесу из The New York Times понравился «свежий» материал с «запоминающимися мелодичными проигрышами». Кэрин Ганц из Rolling Stone посчитала, что «интимный, смелый поп», вошедший в альбом, достойно продолжает традиции вышедшего в 2003 году четвёртого альбома Спирс In the Zone. Стив Джонс в USA Today высоко оценил «волю к жизни» Спирс, её понимание собственного творческого пути и то, что она не теряет впустую время «на поиски нового направления в творчестве или попытки поменять свой образ». В The Village Voice посчитали, что Circus по уровню близок к вышедшему ранее в том же году альбому Джанет Джексон Discipline.
Алексис Петридис из британской газеты The Guardian оценил диск неоднозначно: по его словам, на протяжении альбома Спирс «часто звучит отстранённо, даже немного скучающе», в отличие от Blackout, где в её пении было больше удовольствия. Петридис назвал Blackout «нигде не дающим слабины, рискованным альбомом, созданным женщиной, для которой в „Ассошиэйтед Пресс“ уже писали эпитафию». Энн Пауэрс из Los Angeles Times посчитала, что Circus наилучшим образом отразил тот факт, что «Спирс остаётся молодой женщиной, которая пытается справиться с безнадёжной ситуацией». Рецензент из The Independent дал диску отрицательный отзыв, назвав исполнение Спирс в балладах и песнях в среднем темпе безэмоциональным. Эрик Хендерсон из журнала Slant также остался недоволен, написав, что альбом, целью которого было «самовыражение» исполнительницы, большей частью оставляет ощущение пустоты. Хэмиш МакБэйн из журнала NME заявил, что попытки Спирс звучать сексуально полностью провалились, добавив, что Circus — «очередная попытка превратить тот хаос, которым выглядит взросление Бритни... в приземлённую, чувственную, неприличную попсу для взрослых».

## Коммерческий успех
Circus дебютировал на вершине американского чарта Billboard 200. В первую неделю продажи диска составили 505 000 экземпляров. Альбом провёл девять недель в топ-10 чарта, таким образом, продержавшись в нём дольше всех других её дисков со времени выхода Oops!… I Did It Again (2000), который оставался в первой десятке 23 недели. 29 января 2009 года Circus получил платиновый статус от Американской ассоциации звукозаписывающих компаний (RIAA). Согласно Nielsen SoundScan, по состоянию на март 2015 года продажи альбома в США составляли 1,7 миллионов экземпляров. В канадском альбомном чарте Circus дебютировал под номером одиннадцать с продажами в 51 000 экземпляров. Это были лучшие продажи со времён Oops!… I Did It Again, который был распродан в 95 000 экземплярах в мае 2000 года. Меньше чем через месяц Circus поднялся на девятое место в списке самых продаваемых альбомов 2008 года со 143 000 проданными экземплярами и одним из лучших десяти цифровых альбомов того же года с 10 100 скачиваниями. К марту 2009 года продажи альбома в Канаде составили 240 000 экземпляров, и Канадской ассоциацией звукозаписывающих компаний (CRIA) он был сертифицирован трижды платиновым. В Мексике диск дебютировал на вершине международного чарта и на третьем месте во всех чартах с продажами в количестве 46 000 экземпляров, таким образом став золотым в первую неделю.
В чартах Океании альбом сразу попал в первую десятку, дебютировав на третьем месте в Австралии. Через три недели его продажи составили 70 000 экземпляров, и он получил платиновый статус. Вскоре продажи достигли 140 000 экземпляров, и альбом был сертифицирован как дважды платиновый. В британском хит-параде альбом дебютировал на четвёртом месте, проведя в чарте в общей сложности 31 неделю. В Великобритании Circus получил платиновый статус. Во Франции в первые два дня после выпуска альбом был распродан тиражом в 18 319 экземпляров, стартовав с пятой строчки в альбомном чарте. В Азии альбом попал в японские чарты, достигнув в них пятой строчки, за что получил золотой статус.
Несмотря на то, что некоторые песни с Circus не были выпущены синглами, после выхода альбома они попали в чарты Billboard. «Shattered Glass» достигла 70-го места в Billboard Hot 100 — на несколько строчек выше, чем сингл «Radar». Также она добралась в чарте Hot Digital Songs до 29-й позиции, а в Canadian Hot Digital Songs — до 36-й. Песня также попала в чарт Billboard Pop 100, достигнув 57-го места. Композиция «Lace and Leather» добралась до 84-й строчки в Billboard Pop 100. В том же чарте песня «Mmm Papi» достигла 94-й позиции. 14 августа 2009 года песня «Out from Under» дебютировала на 40-й строчке в шведском чарте. На следующей неделе она достигла 32-й позиции. Всего она провела в чарте пять недель.

## Список композиций
| №                   | Название             | Автор(ы)                                                                                                 | Продюсер(ы)                     | Длительность |
| ------------------- | -------------------- | --- | ------------------------------- | ------------ |
| 1.                  | «Womanizer»          | Никеша Брискоу, Рафаэль Акинеми                                                                          | К. Брискоу/The Outsyders        | 3:43         |
| 2.                  | «Circus»             | Лукаш Готвальд, Клод Келли, Бенжамин Левин                                                               | Dr. Luke, Бенни Бланко          | 3:12         |
| 3.                  | «Out from Under»     | Шелли Пейкен, Арнтор Биргиссон, Уэйн Гектор                                                              | Гай Сигсуорт                    | 3:54         |
| 4.                  | «Kill the Lights»    | Натаниэль Хиллс, Джеймс Вашингтон, Люк Бойд, Марселла Арайка                                             | Danja, Джим Бинз[a]             | 3:59         |
| 5.                  | «Shattered Glass»    | Готвальд, Келли, Левин                                                                                   | Dr. Luke, Бланко, Келли[a]      | 2:53         |
| 6.                  | «If U Seek Amy»      | Макс Мартин, Shellback, Саван Котеча, Александр Кронлунд                                                 | Мартин                          | 3:37         |
| 7.                  | «Unusual You»        | Кристиан Карлссон, Понтус Виннберг, Хенрик Джонбэк, Кася Ливингстон                                      | Bloodshy & Avant                | 4:23         |
| 8.                  | «Blur»               | Хиллс, Стейси Барт, Арайка                                                                               | Danja                           | 3:09         |
| 9.                  | «Mmm Papi»           | Бритни Спирс, Генри Уолтер, Адриен Гоф, Питер-Джон Керр, Николь Морье                                    | Let's Go to War, Морье[a]       | 3:22         |
| 10.                 | «Mannequin»          | Спирс, Харви Мэйсон, мл., Роб Нокс, Джеймс Фаунтлерой II                                                 | Мэйсон, мл., Роб Нокс           | 4:06         |
| 11.                 | «Lace and Leather»   | Готвальд, Левин, Фрэнки Сторм, Ронни Джексон                                                             | Dr. Luke, Бланко[b]             | 2:48         |
| 12.                 | «My Baby»            | Спирс, Сигсуорт                                                                                          | Сигсуорт                        | 3:20         |
| 13.                 | «Radar» (бонус-трек) | Карлссон, Уиннберг, Джонбэк, Балева Мухаммад, Кэндис Нельсон, Иезекиль «Зеке» Льюис, Патрик Дж. Кью Смит | Bloodshy & Avant, The Clutch[b] | 3:49         |
| Общая длительность: | Общая длительность:  | Общая длительность:                                                                                      | Общая длительность:             | 46:15        |

| №                   | Название            | Автор(ы)                     | Продюсер(ы)         | Длительность |
| ------------------- | ------------------- | ---------------------------- | ------------------- | ------------ |
| 14.                 | «Amnesia»           | Фернандо Гарибай, Ливингстон | Гарибай             | 3:57         |
| Общая длительность: | Общая длительность: | Общая длительность:          | Общая длительность: | 50:12        |

| №                   | Название            | Автор(ы)                    | Продюсер(ы)         | Длительность |
| ------------------- | ------------------- | --------------------------- | ------------------- | ------------ |
| 14.                 | «Rock Boy»          | Хиллс, Арайка, Майкл Шимшак | Danja               | 3:21         |
| Общая длительность: | Общая длительность: | Общая длительность:         | Общая длительность: | 49:36        |

| №                   | Название            | Автор(ы)                                                    | Продюсер(ы)                  | Длительность |
| ------------------- | ------------------- | ----------------------------------------------------------- | ---------------------------- | ------------ |
| 14.                 | «Rock Me In»        | Спирс, Грег Кёрстин, Морье                                  | Кёрстин, Морье[a]            | 3:17         |
| 15.                 | «Phonography»       | Карлссон, Уиннберг, Джонбэк, Мухаммед, Нельсон, Льюис, Смит | Bloodshy & Avant, The Clutch | 3:35         |
| Общая длительность: | Общая длительность: | Общая длительность:                                         | Общая длительность:          | 53:07        |

| №                   | Название            | Автор(ы)            | Продюсер(ы)         | Длительность |
| ------------------- | ------------------- | ------------------- | ------------------- | ------------ |
| 16.                 | «Amnesia»           | Гарибай, Ливингстон | Гарибай             | 3:57         |
| Общая длительность: | Общая длительность: | Общая длительность: | Общая длительность: | 57:10        |

| №                   | Название            | Автор(ы)            | Продюсер(ы)         | Длительность |
| ------------------- | ------------------- | ------------------- | ------------------- | ------------ |
| 16.                 | «Quicksand»         | Леди Гага, Гарибай  | Гарибай             | 4:05         |
| Общая длительность: | Общая длительность: | Общая длительность: | Общая длительность: | 57:12        |

| №                   | Название            | Автор(ы)                                                    | Продюсер(ы)                  | Длительность |
| ------------------- | ------------------- | ----------------------------------------------------------- | ---------------------------- | ------------ |
| 16.                 | «Trouble»           | Карлссон, Уиннберг, Jonback, Мухаммед, Нельсон, Льюис, Смит | Bloodshy & Avant, The Clutch | 3:34         |
| Общая длительность: | Общая длительность: | Общая длительность:                                         | Общая длительность:          | 56:41        |

| №  | Название                                 | Длительность |
| -- | ---------------------------------------- | ------------ |
| 1. | «О создании альбома»                     | 9:34         |
| 2. | «Womanizer (Режиссёрская версия)» (Клип) | 3:54         |
| 3. | «Фотогалерея»                            |              |

| №  | Название                    | Длительность |
| -- | --------------------------- | ------------ |
| 3. | «Circus» (Клип)             | 3:43         |
| 4. | «О создании клипа «Circus»» | 3:07         |
| 5. | «Фотогалерея»               |              |

Примечания
- ↑  означает вокального продюсера
- ↑  означает сопродюсера

## Участники записи
Данные представлены сайтом AllMusic.
- Джим Бинз — звукорежиссёр, вокальный продюсер
- Дэвид Бойд — звукорежиссёр
- Люк Бойд — бэк-вокал
- К. Брискоу[англ.] — продюсер
- Джим Карауна — звукорежиссёр
- Том Койн — мастеринг
- Брендан Декора — ассистент, звукорежиссёр
- Кэти Деннис — бэк-вокал
- Патти Дуброфф — макияж
- Лаура Дункан — гардероб[англ.]
- Эрик Эйландс — ассистент, помощник звукорежиссёра
- Николай Флайкт — сведение[англ.]
- Сербан Дженея — сведение
- Анжела Голиджли — координация производства[англ.]
- Аниела Готтвальд — ассистент, помощник звукорежиссёра
- Dr. Luke — ударные, гитара, клавишные, программирование[англ.]
- Татьяна Готтвальд — помощник звукорежиссёра
- Дейблинг Харвард — звукорежиссёр
- Лия Хейвуд[англ.] — бэк-вокал
- Джери Хейден — арт-директор
- Джон Хейден — дизайн
- Эндрю Хей — звукорежиссёр
- Уэйд Мартин[англ.] — продюсер, участник записи
- Хенрик Йонкэк[англ.] — бас[англ.], звукорежиссёр, гитара
- Крис Касыч — ассистент, помощник звукорежиссёра
- Клод Келли — вокальный продюсер, бэк-вокал
- Роб Нокс — продюсер
- Касия Ливингстон — бэк-вокал
- Мия Мари — бэк-вокал
- Макс Мартин — продюсер, программирование, бэк-вокал
- Тони Мазерати[англ.] — сведение
- Харви Мейсон мл. — сведение, продюсер
- Крис МакМиллан — стилист
- Николь Морьер[англ.] — вокальный продюсер, бэк-вокал
- Джеки Мёрфи — арт-директор
- Кэндис Нельсон — бэк-вокал
- Джаред Нькомб — ассистент, помощник в сведении
- Деби Нова[англ.] — бэк-вокал
- Энди Пейдж[англ.] — программирование ударных, звукорежиссёр, гитара, сведение, фортепиано, струнные, синтезатор, бас
- Тим Робертс — Pro Tools
- Ларри Рудольф[англ.] — исполнительный продюсер, менеджер
- Гай Сигсуорт — программирование ударных, клавишные, продюсер, струнные
- Бритни Спирс — вокал, бэк-вокал, концепция, автор песен
- Ник Штайнхардт — дизайн
- Рон Тейлорс — Pro Tools
- Валленте Торрес — ассистент
- Кейт Турнинг — фотограф
- Уинди Вагнер — бэк-вокал
- Сет Вальдманн — звукорежиссёр
- Эрик Уивер — ассистент, помощник звукорежиссёра, звукорежиссёр
- Тереза ЛаБарбера Уайтс — A&R[англ.], исполнительный продюсер
- Дэвид Райт «Touch» — координация производства
- Эмили Райт[англ.] — звукорежиссёр, вокальный редактор
- Эндрю Уайтт — звукорежиссёр

## Чарты и сертификации
| Чарт (2008—2009)   | Высшая позиция |
| ------------------ | -------------- |
| Австралия          | 3              |
| Австрия            | 9              |
| Бельгия (Фландрия) | 7              |
| Бельгия (Валлония) | 4              |
| Великобритания     | 4              |
| Венгрия            | 22             |
| Германия           | 9              |
| Греция             | 18             |
| Дания              | 4              |
| Европа             | 1              |
| Италия             | 9              |
| Испания            | 10             |
| Ирландия           | 2              |
| Канада             | 1              |
| Мексика            | 3              |
| Новая Зеландия     | 6              |
| Норвегия           | 21             |
| Нидерланды         | 10             |
| Польша             | 32             |
| Португалия         | 28             |
| Россия             | 1              |
| США                | 1              |
| Франция            | 3              |
| Финляндия          | 16             |
| Хорватия           | 13             |
| Чехия              | 23             |
| Швеция             | 19             |
| Швейцария          | 1              |
| Шотландия          | 7              |
| Япония             | 5              |

| Чарт (2008)              | Высшая позиция |
| ------------------------ | -------------- |
| Австралия                | 25             |
| Австралия (Dance Albums) | 5              |
| Бельгия (Валлония)       | 96             |
| Великобритания           | 61             |
| Греция                   | 23             |
| Дания                    | 33             |
| Мексика                  | 44             |
| Мир                      | 15             |
| Франция                  | 50             |
| Швеция                   | 86             |
| Чарт (2009)              | Высшая позиция |
| Австралия                | 47             |
| Австралия (Dance Albums) | 6              |
| Австрия                  | 66             |
| Бельгия (Фландрия)       | 63             |
| Бельгия (Валлония)       | 40             |
| Великобритания           | 139            |
| Дания                    | 91             |
| Европа                   | 44             |
| Мексика                  | 51             |
| США                      | 6              |
| Франция                  | 101            |
| Швейцария                | 94             |
| Япония                   | 99             |

| Страна         | Сертификат    | Продажи   |
| -------------- | ------------- | --------- |
| Австралия      | 2× Платиновый | 140 000   |
| Бельгия        | Золотой       | 15 000    |
| Ближний Восток | Золотой       | 3000      |
| Великобритания | Платиновый    | 300 000   |
| Венгрия        | Золотой       | 3000      |
| Германия       | Золотой       | 100 000   |
| Греция         | Золотой       | 3000      |
| Дания          | Золотой       | 15 000    |
| Ирландия       | Платиновый    | 15 000    |
| Канада         | 3× Платиновый | 240 000   |
| Мексика        | Золотой       | 40 000    |
| Новая Зеландия | Платиновый    | 15 000    |
| Польша         | Золотой       | 10 000    |
| Россия         | 2× Платиновый | 40 000    |
| США            | Платиновый    | 1 700 000 |
| Франция        | Золотой       | 75 000    |
| Швейцария      | Золотой       | 15 000    |
| Япония         | Золотой       | 100 000   |

## История релиза
| Страна         | Дата выпуска   | Издание             | Лейбл      |
| -------------- | -------------- | ------------------- | ---------- |
| Австрия        | 28 ноября 2008 | Стандартное, делюкс | Sony       |
| Германия       | 28 ноября 2008 | Стандартное, делюкс | Sony       |
| Швейцария      | 28 ноября 2008 | Стандартное, делюкс | Sony       |
| Великобритания | 1 декабря 2008 | Стандартное, делюкс | RCA        |
| США            | 2 декабря 2008 | Стандартное, делюкс | Jive       |
| Япония         | 3 декабря 2008 | Стандартное         | Sony Japan |
| Китай          | 20 апреля 2009 | Стандартное         | —          |